# Conservatori de Música de Zúric
Conservatori de Música de Zuric o Universitat de les Arts de Zuric (ZHdK, anglès Zurich University of the Arts) és una de les universitats d'art més grans d'Europa amb més de 2.000 estudiants. Va ser creat l'any 2007 a partir de la fusió de la Universitat de Disseny i Art (HGKZ) i la Universitat de Música i Teatre (HMT). Des de setembre de 2014, el ZHdK està allotjat a la zona de Toni a Zuric-Oest. El curs de Batxillerat de Teatre encara té la seu al carrer "Gessnerallee". La ZHdK és una universitat estatal amb personalitat jurídica pròpia i està acreditada institucionalment.
El ZHdK ofereix programes de grau i màster, així com formació continuada en les àrees d'art, disseny, música, educació, teatre, cinema, dansa i transdisciplinarietat. També és activa en la recerca i principalment porta a terme recerca artística i recerca de disseny.
El ZHdK està afiliat al Museu de Disseny de Zuric, al Teatre de les Arts, al club de música Mehrspur, al cinema Toni i al centre de comunicació i informació MIZ.

## Història
Va ser fundada l'1 d'agost de 2007 i va sorgir de la fusió de la Universitat de Disseny i Art de Zuric (HGKZ) i la Universitat de Música i Teatre de Zuric (HMT). Hans-Peter Schwarz va ser el rector fundador de la nova escola d'art. La rectora Karin Mairitsch dirigeix el ZHdK des de l'1 d'octubre de 2022.
La Universitat de Disseny i Art va sorgir de l'Escola d'Arts Aplicades de la ciutat de Zuric, que va ser fundada el 1878. Tenia la seu a l'edifici construït per Adolf Steger i Karl Egender el 1933, igual que el Museu del Disseny. La Universitat de Disseny i Art de Zuric al carrer Exhibition va ser completament renovada i reconstruïda entre 1999 i 2006 per 35 milions de CHF segons els plans de Pfister Schiess Tropeano.
La Universitat de Música i Teatre de Zuric es va crear l'any 1999 a partir de la fusió dels conservatoris Winterthur i Zuric, l'Escola de Jazz de Zuric, l'Acadèmia de Drama de Zuric i l'Escola de Ballet Suïssa. El Departament de Teatre actual (al Departament d'Arts Escèniques i Cinema) es va fundar l'any 1937 als voltants de la Schauspielhaus de Zuric amb el nom de Bühnenstudio Zurich. A principis de la dècada de 1970 es va canviar el nom pel de Schauspiel-Akademie Zurich. A causa de la seva creació a partir de la fusió de diverses escoles, el ZHdK es va dividir en més de 35 ubicacions a tota la ciutat de Zuric (Ausstellungstrasse, Florhof, Mediacampus, Gessnerallee) i Winterthur. A la tardor de 2014, es va obrir un nou campus al recinte de Toni a Zuric-Oest. Gairebé la resta d'ubicacions s'han abandonat, només la ubicació de Gessnerallee amb el Teatre de les Arts i el Museu Bellerive (fins al 2017) roman a les seves sales originals. Actualment també es troba a la zona de Toni el club de música Mehrspur, així com les col·leccions del Museu del Disseny i, fins a nou avís, l'exposició temporal del mateix.
El campus de la zona de Toni es va crear a partir de l'antiga lleteria Toni d'aquest emplaçament. L'edifici original de la fàbrica es va reconvertir per satisfer les necessitats dels nous usuaris segons els plànols del despatx d'arquitectura de Zuric EM2N. Per primera vegada, tots els moviments artístics, el disseny i la comunicació es reuneixen en un mateix lloc al recinte de Toni. A més de sales de seminaris, tallers, estudis, tallers, escenaris d'assaig i sales de pràctiques, el nou edifici també alberga diverses sales de concerts i de música de cambra, sales d'exposicions i un cinema.

## Docència i Recerca
Les classes són molt individualitzades i els alumnes aprenen a treballar de manera autònoma. La majoria dels professors són actius en la pràctica professional i incorporen continguts actuals directament a la seva docència. A més dels programes de grau i màster, el ZHdK ofereix una sèrie de cursos de preparació i formació continuada i ofereix programes de doctorat en col·laboració amb universitats suïsses i universitats d'art estrangeres.
A ZHdK, la recerca es porta a terme en les arts, el disseny i l'educació artística. La recerca es caracteritza per la seva aproximació científica i artística als objectes d'investigació. Sovint és interdisciplinari i combina teoria i pràctica, recerca bàsica i aplicada, producció i reflexió. D'aquesta manera, la recerca promou innovacions dins i fora de la universitat i contribueix de manera significativa al nivell i al desenvolupament de la docència. L'objectiu de la recerca és contribuir i donar forma als discursos de la comunitat investigadora internacional, promoure el desenvolupament de les seves disciplines i incidir en la societat, la cultura i l'economia amb els seus resultats. Els investigadors de ZHdK tracten temes com la teoria de l'estètica, les dimensions de la creació de valor a la interfície entre cultura, negoci i tecnologia; la simulació de la realitat; disseny, que va des de la ciència dels materials fins a la cooperació al desenvolupament; Interaccions de sons i colors o l'ús de les tecnologies digitals en les arts.

## Departaments
El ZHdK es divideix en cinc departaments:
El Departament d'Arts Escèniques i Cinema combina la formació en els àmbits de la dansa, el teatre i el cinema. La formació teatral inclou les disciplines d'actuació, direcció, pedagogia teatral, dramatúrgia i escenografia com a programa de grau i màster. El curs de cinema consta d'un grau i un màster. El programa de Grau en Cinema ofereix estudis bàsics o disseny de producció. En el Màster Cinema els àmbits pràctics són la direcció de llargmetratges, documentals, guions, treball de càmera, muntatge i producció creativa. En l'àmbit de la dansa, hi ha una formació professional centrada en la dansa clàssica a l'Acadèmia de Dansa de Zuric, així com al "Bachelor Contemporary Dance" i al "Master Dance". Aquest últim es pot cursar en l'àmbit pràctic de Coreografia o Ensenyament i Coaching de Professionals de la Dansa.
L'oferta formativa del Departament de Disseny inclou un ampli ventall de matèries orientades al futur que s'imparteixen a nivells de grau i màster. Set departaments ofereixen formació en camps professionals orientats al disseny: Cast/Mitjans audiovisuals, Disseny de jocs, Disseny industrial, Disseny d'interacció, Visualització del coneixement, Tendències i identitat i Comunicació visual. El curs de Grau en Disseny ensenya les bases específiques de l'assignatura i les competències necessàries per accedir a la pràctica professional. Amb la seva oferta orientada a la investigació, el "Master Design" se centra a ampliar i aprofundir l'experiència en disseny individual.
El Departament de Belles Arts imparteix classes de digitalització, fotografia, instal·lació/escultura, pintura/dibuix, performance, so, llenguatge i vídeo/imatges en moviment. En els programes de grau i màster, els estudiants posen a prova i aprofundeixen el seu enfocament personal de les pràctiques artístiques i teòriques, la cultura i la societat i, d'aquesta manera, desenvolupen la seva autoria individual. Es fomenta el treball teòric i de recerca, així com l'estudi i el treball de col·laboració.
Al Departament d'Anàlisi i Comunicació Cultural, la docència i la recerca se centren en la teoria cultural, l'anàlisi cultural i la comunicació cultural. Els futurs professors, periodistes culturals o organitzadors d'exposicions adquireixen competències artístiques, pedagògiques i didàctiques en els programes de grau i màster per a la comunicació de continguts a col·lectius destinataris concrets així com la capacitat de posar en pràctica el que han après. L'actor central és el Museu del Disseny de Zuric amb la seva col·lecció internacional de disseny, gràfics, arts decoratives i cartells. El departament treballa entre departaments i disciplines agrupant processos rellevants en forma d'ensenyament (Màster Trans-disciplinarietat), recerca i esdeveniments i fent-los accessibles tant a la universitat com al públic.
La formació del Departament de Música inclou la creació, la mediació i la interpretació en música clàssica, jazz, pop i eclesiàstica. Músics d'orquestra i escola, directors i directors de cor, solistes i músics de cambra, compositors i enginyers de so, professors d'instrumental i vocal, músics de jazz i pop es formen en dos programes de grau i quatre de màster. Els estudiants actuen a les sales de concerts de la pròpia universitat, així com regularment a la "Zurich Tonhalle" i altres sales d'espectacles públics.
El ZHdK també té el seu propi segell musical anomenat ZHdK Records. El segell va produir inicialment CD d'àudio comercials, i des del 2015 també es publiquen pel·lícules al seu propi lloc web i a YouTube. El focus se centra en el treball dels estudiants de música de ZHdK.

## Revista universitària "Zett"
La universitat vol homenatjar públicament les personalitats que han fet una contribució especial als interessos de la ZHdK o que han aconseguit coses extraordinàries a una edat jove. És per això que, des del 2017, la ZHdK atorga els títols honorífics de "Company d'honor" pel servei a llarg termini i "Company" per èxits destacats a una edat jove. Els títols honorífics de ZHdK s'atorguen un cop l'any i no impliquen cap suport econòmic. Els membres del ZHdK poden suggerir guanyadors del premi. La direcció de la universitat, assessorada per una comissió, decideix el premi.
Premis anteriors

- 2017: director d'orquestra Mirga Grazinyté-Tyla (acompanyant ZHdK)
- 2018: fotògraf Oliviero Toscani (acompanyant d'honor ZHdK), dissenyadora de jocs Philomena Schwab (acompanyant ZHdK)
- 2019: pallasso Gardi Hutter (company honorari ZHdK), ballarí Aram Hasler (company ZHdK)
- 2020: artista multimèdia Olaf Breuning (company honorari ZHdK), conjunt de jazz District Five (company ZHdK)
- 2021: dissenyadora Sonnhild Kestler (acompanyant d'honor ZHdK), directora Lisa Brühlmann (acompanyant ZHdK)
- 2022: Artista Zilla Leutenegger (company honorari ZHdK), artista multimèdia Fabian Chiquet (company ZHdK)

## Graduats coneguts
El ZHdK i les seves institucions predecessores (Kunstgewerbeschule/HGKZ, Winterthur i Zurich Conservatoris, Zurich Drama Academy) han produït una sèrie de persones conegudes:
Teatre/cinema/dansa

| - Babett Arens - David Bösch - Sabine Boss - Sarah Viktoria Frick - Bruno Ganz - Lisa Gertsch - Mathias Gnädinger - Heike M. Goetze - Talkhon Hamzavi - Aram Hasler - Gardi Hutter - Markus Imhoof - Ueli Jäggi - Beatrice Kessler - Xavier Koller - Kamil Krejci | - Vicky Krieps - Mathis Künzler - Jean-Pierre Le Roy - Anna Luif - Thom Luz - Antoine Monot, Jr. - Hanspeter Müller-Drossaart - Fredi Murer - Bettina Oberli - Samuel Schwarz - Andrea Štaka - Miriam Stein - Noemi Steuer - Lara Stoll - Laura de Weck |

Fotografia

| - Werner Bischof - Daniele Buetti - René Burri - Fabian Marti | - Ernst Scheidegger - Doris Stauffer - Serge Stauffer - Oliviero Toscani |

Disseny/disseny/tipografia

| - Ruedi Baur - Max Bill - Hans Falk - Adrian Frutiger - Markus Freitag - Willy Guhl - Alfredo Häberli - Robert Haussmann | - Walter Haettenschweiler - Lora Lamm - Richard Paul Lohse - Hans Eduard Meier - Max Miedinger - Emil Ruder - Ralph Schraivogel - Megi Zumstein |

Música

| - Yulianna Avdeeva - Nik Bärtsch - Alfred Baum - Robert Blum - Paul Burkhard - Ruben Drole - Walter Frey - Galatea Quartett - Willi Gohl - Mirga Grazinyté-Tyla (Dirigentin) - James Gruntz - Stephanie Haensler - Hermann Haller - Ernst Hess - Arthur Honegger - Esther Hoppe - Maximilian Hornung - Klaus Huber - Philippe Jordan | - Raphael Jost - Mayuko Kamio - Patrick Lange (Dirigent) - Hans Ulrich Lehmann - Leo McFall (Dirigent) - Paul Müller-Zürich - Anne-Sophie Mutter - Reto Parolari - Armin Schibler - Othmar Schoeck - Walter Schulthess - Maurice Steger - Tecchler Trio - Yves Theiler - Franz Tischhauser - Trio Rafale - Hans Wüthrich - Sooyoung Yoon |

## Professors reconeguts
Molts antics graduats van assumir posteriorment funcions docents. A més, altres personalitats conegudes ensenyen a la ZHdK.
Departament d'Arts Escèniques i Cinema

- La documentalista Sabine Gisiger és professora de cinema documental al departament de cinema.
- L'artista Chris Salter dirigeix l'espai d'arts immersius.
- L'editor de cinema Bernhard Lehner treballa com a professor de muntatge i teoria cinematogràfica, va dirigir el Bachelor Film del 2009 al 2017.
- El director Markus Imboden treballa com a professor de posada en escena i interpretació, va dirigir el Master Film del 2012 al 2017.
- Margit Eschenbach va establir el departament de cinema/vídeo a l'aleshores HGKZ a partir de 1992. Gestió, cogestió i docència fins al 2009. Va rebre el Premi de Cinema Ciutat de Zuric el 2003 pels seus èxits.
- Samuel Wuersten és el director artístic dels cursos de Grau en Dansa Contemporània i Màster en Arts en Coreografia de Dansa, així com Màster en Arts en Ensenyament de la Dansa i Coaching de Professionals de la Dansa.
- Silke Fischer dirigeix el programa de grau en Disseny de producció com a professora des del 2018.[6][7]

Departament de Disseny

- Gerhard M. Buurman és professor de disseny i va fundar els cursos de Disseny d'interacció i Disseny de jocs
- Departament d'Anàlisi i Mediació Cultural
- Florian Dombois dirigeix el focus de recerca sobre la transdisciplinariedad des del 2011.
- Anselm Franke dirigeix el curs d'Estudis Curatoriales des del 2022.
- L'artista sonor Antoine Chessex imparteix classes al Màster en Transdisciplinariedad.

Departament de Belles Arts

- Maria Eichhorn ensenya arts visuals.
- L'artista i compositor mediàtic Andres Bosshard imparteix classes al Departament de Belles Arts.
- Giaco Schiesser va fundar el curs New Media / Media Arts (1997) i va ser cap del Departament de Belles Arts (abans Art & Media, 2002–2017). Va fundar i va dirigir el primer programa de doctorat artístic de la ZHdK (Belles Arts, cooperació de doctorat entre la ZHdK i la Universitat d'Art de Linz, 2011–2020).
- L'historiador de l'art, periodista i músic Jörg Scheller és professor d'història de l'art i professor del Màster en Educació Artística.[8]
- Marc Bauer és professor d'arts visuals.
- Gerald Raunig és professor d'estètica a la Universitat de les Arts de Zuric i cofundador de l'Institut Europeu de Polítiques Culturals Progressives (eipcp).
- Benedikt Hipp professor convidat del 2017 al 2019.[9]

Departament de Música

| - Felix Baumann (teoria musical) - Christoph Berner (arranjament de la cançó) - Michael Biehl (clavicèmbal) - Wies de Boevé (contrabaix) - Fabio Di Càsola (clarinet) - Frits Damrow (trompeta) - Till Fellner (piano) - Anna Gebert (violí) - Christoph Grab (saxo) - Werner Güra (veu) - Martina Janková (veu) - Rudolf Koelman (violí) - Sergey Malov (violí) | - Lars Mlekusch (saxo) - Isabel Mundry (composició) - Matthias Racz (fagot) - Friedemann Rieger (piano, música de cambra) - Konstantin Scherbakov (piano) - Johannes Schild (teoria musical) - Klaus Schwärzler (bateria) - Alexander Sitkovetsky (violí) - Radovan Vlatković (corn) - Urs Wiesner (vibràfon) - Chris Wiesendanger (piano) - Tobias Willi (òrgue) |

## Professors i gestors coneguts del passat
- Heinrich Scheu, secretari de l'Escola d'Arts Aplicades de 1899 a 1906
- Aida Stucki, violinista, va impartir una classe professional al Conservatori de Winterthur; Professora d'Anne-Sophie Mutter
- Sophie Taeuber-Arp va dirigir la classe tèxtil a l'escola d'arts i manualitats des de 1916 fins a 1929.
- Johannes Itten va ser director de l'escola d'arts i manualitats des de 1938 fins a 1943.
- Hans Finsler va ser cap de la primera classe de fotografia a l'Escola d'Arts Aplicades i professor de René Burri, Ernst Scheidegger i Werner Bischof.
- Stefi Geyer, violinista hongarès va ser professor al Conservatori de Zuric
- Gerald Bennett va ser professor i cofundador de l'"Institute for Computer Music and Sound Technology" (ICST)
- Volkmar Andreae no només va dirigir la "Tonhalle-Orchester Zurich" de 1906 a 1949, sinó també el Conservatori de Zuric de 1914 a 1939.
- Hansjörg Mattmüller i Serge Stauffer van dirigir la classe experimental artística F+F (per a "Forma i Color") de 1965 a 1970
- Robert Haussmann va ensenyar disseny d'interiors i disseny de productes de 1972 a 1978.
- Irwin Gage va ensenyar una classe d'interpretació de cançons.
- Zakhar Bron (violí i música de cambra)
- El grup d'artistes Knowbotic Research té una càtedra en el camp de les arts multimèdia.[10]
- André Gelpke va ensenyar fotografia.